# Слэйд, Бернард
Бе́рнард Слэ́йд Нью́бенд (англ. Bernard Slade Newbound, род. 2 мая 1930, Сент-Катаринс, Канада — 30 октября 2019, Беверли-Хиллз, США) — канадский драматург и сценарист. Номинант премии Тони и премии Оскар.

## Биография
Слэйд родился в Канаде в семье Фредерика Ньюбенда и Бесси Харриет в мае 1930 года, спустя пять лет Ньюбенды переехали в Англию, где прожили всю войну.
Бернард Слэйд вернулся в Канаду в 1948 году, обосновавшись в Торонто он начал карьеру актёра: участвовал в более чем 200 пьесах, выступал на радио и телевидении. В 1957 году Слэйд написал свою первую телепередачу «The Prizewinner», которая была продана каналу NBC и адаптирована в разных странах.
В 1953 году Слэйд женился на актрисе Джилл Фостер. Имеет дочь Лори.
В 1964 году переехал в Лос-Анджелес и работал в компании Screen Gems в качестве сценариста ситкомов, таких как комедия «Моя жена меня приворожила» (англ. Bewitched), для которой Слэйд написал 17 эпизодов. В 1966 году выпустил свой дебютный сериал «Love on a Rooftop» для телеканала ABC — историю о двух влюбленных из Сан-Франциско, живущих в квартире без окон, но с выходом на крышу.
В 1967 году Слэйд адаптирует роман Тере Риз «Пятнадцатый пеликан» (англ. The Fifteenth Pelican) в сценарий сериала «Летающая монахиня» (англ. The Flying Nun) c Салли Филд в главной роли.
Несмотря на успехи на телевидении, в 1975 году Слэйд возвращается в театр со своей пьесой «Same Time, Next Year», о паре, которая, живя своими жизнями, раз в год встречалась для секса и бесед. Главные роли исполняли Чарлз Гродин и Эллен Берстин. Пьеса пользовалась огромным успехом у публики и была сыграна более 1000 раз. Спектакль был номинирован на Tony Award как лучшая постановка и получил премию Drama Desk Award.
В 1978 году Слэйд пишет пьесу Tribute, об отношениях между отцом, успешным актёром, и сыном, который пытается понять и полюбить своего родителя. Главную роль исполнял Джек Леммон. Но спектакль оказался менее успешным, чем предыдущий и был закрыт после 212 показов. Годом позже на Бродвее состоялась премьера пьесы Слэйда «Romantic Comedy» – об отношениях двух драматургов, с Энтони Перкинсом и Мией Фэрроу в главных ролях. Спектакль был хорошо принят публикой — New York Post назвал пьесу «пикантным развлечением с холодным юмором и жаркими чувствами».
В 2000 году Бернард Слэйд пишет свою автобиографию — «Shared Laughter».
Бернард Слэйд скончался в возрасте 89 лет в своем доме в Беверли Хилз от деменции с тельцами Леви.

## Кинематограф
Все три пьесы были адаптированы Слэйдом для кино:
- В 1978 году на экраны выходит фильм «В это же время, в следующем году» (англ. Same Time Next Year) режиссёра Роберта Маллигана, главные роли исполнили Элен Берстин и Алан Алда[11]. Фильм был представлен в четырёх номинациях премии Оскар 1979 года[12].
- В 1980 году режиссёр Боб Кларк снимает фильм «Награда» (англ. Tribute) с Джеком Леммоном, Робби Бенсоном и Ли Ремик[13]. Актёр Джек Леммон был номинирован на кинопремию Оскар за роль Скотти Темплетона[12].
- В 1983 году выходит кинокартина «Романтическая комедия» (англ. Romantic Comedy) канадского режиссёра Артура Хиллера. Главные роли в фильме исполнили Дадли Мур и Мэри Стинберджен[14].

## Телевидение
- 1964 — My Living Doll (сценарист 1 эпизода)[15]
- 1964—1968 — Bewitched (сценарист 17 эпизодов)
- 1966—1967 — Love on a Rooftop (создатель, сценарист 14 эпизодов)
- 1967—1970 — The Flying Nun (создатель, сценарист 7 эпизодов)
- 1969—1970 — The Courtship of Eddie’s Father (консультант)
- 1970—1974 — The Partridge Family (создатель, сценарист 10 эпизодов)
- 1972—1973 — Bridget Loves Bernie (создатель, сценарист 3 эпизодов)
- 1973—1974 — The Girl with Something Extra (создатель, сценарист 4 эпизодов)
- 1974 — Ernie, Madge and Artie (создатель, сценарист)[16]
- 1976 — Good Heavens (сценарист 1 эпизода)[17]